# Ausschuss für das „Europa der Bürger“
Der Ausschuss für das „Europa der Bürger“, nach dem Ausschussvorsitzenden meist als Adonnino-Ausschuss bezeichnet, war eine 1984 vom Europäischen Rat eingesetzte Ad-hoc-Kommission, die Vorschläge erbringen sollte, um die Bürgerferne der Europäischen Gemeinschaften zu überwinden. Sie erstellte einen Zwischen- sowie einen Abschlussbericht, der 1985 auf dem Europäischen Rat von Mailand von den Staats- und Regierungschefs der EG angenommen wurde. Diese Berichte enthielten eine Vielzahl teils symbolischer, teils politischer Maßnahmen, von denen die meisten inzwischen umgesetzt wurden.

## Vorgeschichte
Anfang der 1980er Jahre befand sich der Prozess der europäischen Integration in einer schweren Krise, die einerseits auf die Ölschocks von 1973 und 1979 und die dadurch verursachte Wirtschaftskrise, andererseits auf heftige interne Konflikte um die Finanzierung der Gemeinsamen Agrarpolitik und das Beharren Margaret Thatchers auf einer Reduzierung der britischen Beitragszahlungen an die EG zurückzuführen war. Diese als Eurosklerose bekannte Krisenphase wurde auf dem Europäischen Rat von Fontainebleau im Juni 1984 durchbrochen, auf dem die europäischen Staats- und Regierungschefs in den von Thatcher geforderten Britenrabatt einwilligten. Dennoch sah der Europäische Rat für eine Wiederbelebung des Integrationsprozesses weitere Maßnahmen für notwendig an. Insbesondere sollte der institutionelle Aufbau der EG reformiert und die Gemeinschaften, die bis dahin vor allem von einem technokratischen Politikstil geprägt waren, den europäischen Bürgern nähergebracht werden, um auf diese Weise eine höhere Legitimität für weitere Integrationsschritte zu erreichen.
Zu diesem Zweck wurden zwei Ad-hoc-Kommissionen gegründet: der Dooge-Ausschuss, der sich mit der institutionellen Reform auseinandersetzte, und der Adonnino-Ausschuss. Dieser umfasste elf Mitglieder – je einen Vertreter jedes der damals zehn Mitgliedsländer sowie der Europäischen Kommission – unter dem Vorsitz des italienischen Christdemokraten Pietro Adonnino und sollte während der nächsten zwölf Monate Vorschläge für Maßnahmen für ein „Europa der Bürger“ erarbeiten. Ein Zwischenbericht des Ausschusses wurde im März 1985 vom Europäischen Rat von Brüssel angenommen; der Abschlussbericht wurde zusammen mit dem Abschlussbericht des Dooge-Ausschusses auf dem Europäischen Rat von Mailand am 28./29. Juni 1985 vorgestellt und von den europäischen Staats- und Regierungschefs verabschiedet.

## Vorgeschlagene Maßnahmen
Die vom Adonnino-Ausschuss eingebrachten Vorschläge umfassten ein umfangreiches Bündel sehr unterschiedlicher Maßnahmen, von denen einige weitreichende politische Implikationen hatten, während andere auf einer rein symbolischen Ebene blieben. In vielen Fällen griff der Ausschuss dabei Vorschläge auf, die bereits vorher von einzelnen Persönlichkeiten eingebracht oder informell diskutiert worden waren.
Die Vorschläge des Zwischenberichts des Ausschusses umfassten unter anderem:
- eine Vereinfachung oder der vollständige Verzicht auf Personenkontrollen beim Überqueren europäischer Binnengrenzen,
- die rasche Einführung des (schon zuvor vom Rat beschlossenen) einheitlichen europäischen Reisepasses,
- die Förderung des innereuropäischen Tourismus,
- die Vermeidung von Doppelbesteuerung innerhalb der Gemeinschaft,
- die Erleichterung der Berufstätigkeit in anderen Mitgliedstaaten durch die wechselseitige Anerkennung von Hochschuldiplomen und anderen Berufszugangsberechtigungen.

Die Vorschläge im Abschlussbericht bezogen sich unter anderem auf:
- ein europaweit einheitliches Wahlverfahren für Europawahlen,
- die Einführung des individuellen Petitionsrechts beim Europäischen Parlament,
- die Einrichtung eines europäischen Bürgerbeauftragten,
- das allgemeine Wahlrecht bei lokalen Wahlen auch für Bürger anderer Mitgliedstaaten,
- eine Systematisierung und Vereinfachung des europäischen Gemeinschaftsrechts,
- die Gewährleistung konsularischer Hilfe in Drittländern auch für Bürger anderer Mitgliedstaaten,
- die Fortsetzung der 1985 erstmals durchgeführten Wahl einer europäischen Kulturhauptstadt,
- eine verbesserte Kommunikationstätigkeit von Europäischer Kommission und EG-Mitgliedstaaten, um die Bürger über die europäische Integration und ihre Vorteile zu informieren,
- der Ausbau gesamteuropäischer Bildungsinstitutionen wie das Europäische Hochschulinstitut in Florenz oder das Europakolleg in Brügge,
- eine Verstärkung des Fremdsprachenunterrichts in der Schule,
- die Einrichtung von Austauschprogrammen für Schüler und Studenten und die Einrichtung eines Systems zur wechselseitigen Anerkennung von Studienleistungen,
- die Förderung von Städtepartnerschaften,
- die rasche Einführung des (schon zuvor vom Rat beschlossenen) europäischen Führerscheins,
- die Umgestaltung der gemeinschaftsinternen Grenzübergangsstellen, etwa die Entfernung veralteter Schilder mit der Aufschrift „Zoll“,
- die offizielle Einführung der bereits zuvor inoffiziell verwendeten europäischer Symbole, nämlich des Europatags am 9. Mai, der Europaflagge und der Europahymne,
- die Einführung gemeinsamer europäischer Briefmarken.

## Folgen
Nachdem der Rat von Mailand den Adonnino-Bericht angenommen hatte, wurden die meisten der darin enthaltenen Vorschläge in die Tat umgesetzt. Viele von ihnen wurden bei der Gründung der Europäischen Union 1992 in den Vertrag von Maastricht aufgenommen – etwa die Unionsbürgerschaft, die allen EU-Bürgern das europaweite Kommunalwahlrecht, diplomatischen und konsularischen Schutz, das Petitionsrecht beim Europäischen Parlament sowie das Beschwerderecht beim Europäischen Bürgerbeauftragten garantiert.  Der europäische Reisepass wurde noch 1985, der gemeinsame Führerschein 1991 eingeführt. Die Umsetzung der vorgeschlagenen Austauschprogramme für Schüler und Studenten begann ab Ende der 1980er Jahre mit Comenius und Erasmus sowie dem European Credit Transfer System. Der Vorschlag einer wechselseitigen Anerkennung der Hochschuldiplome wird seit 1999 im Bologna-Prozess durch eine Harmonisierung der Studienabschlüsse umgesetzt. Der Verzicht auf Personenkontrollen innerhalb der Gemeinschaft fand zunächst keine Mehrheit im EG-Ministerrat; stattdessen unterzeichneten Frankreich, Deutschland, Belgien, die Niederlande und Luxemburg am 15. Juni 1985 das Schengener Abkommen, das 1990 in Kraft trat und 1997 durch den Vertrag von Amsterdam in das EU-Recht integriert wurde.

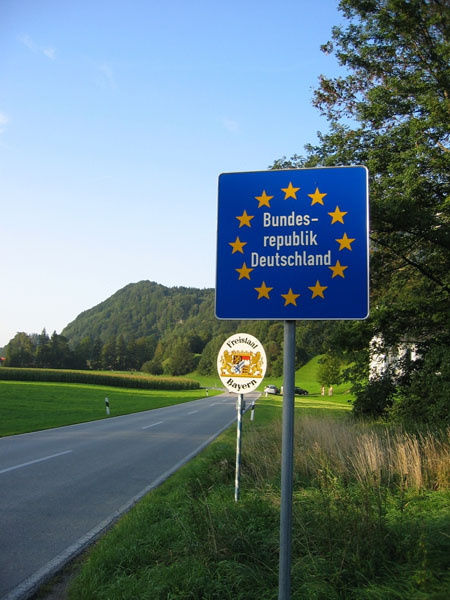
Grenzübergang Deutschland/Österreich mit EU-Schild

Auch auf der eher symbolischen Ebene wurden die meisten Vorschläge des Ausschusses in die Tat umgesetzt. Die Informationspolitik der Europäischen Kommission wurden ab Mitte der 1980er Jahre stark ausgebaut, zunächst mit der Einrichtung einer zuständigen Generaldirektion, ab 1989 mit einem eigenen Kommissar für Kommunikationsstrategie. Die Umgestaltung der Grenzübergänge und die Einführung einzelner gemeinsamer Briefmarkenmotive erfolgte ebenfalls in den nächsten Jahren. Ausgehend vom Rat von Mailand etablierten sich auch die europäischen Symbole endgültig, wurden jedoch auch im Vertrag von Maastricht nicht ausdrücklich verankert. Erst der EU-Verfassungsvertrag von 2004 erwähnte sie ausdrücklich, nach dessen Scheitern verzichtete der Vertrag von Lissabon jedoch wieder darauf, sie zu nennen.
Nicht verwirklicht wurde dagegen bisher das einheitliche Verfahren bei Europawahlen. Trotz verschiedener Bemühungen der Vereinheitlichung wird nach wie vor in jedem Mitgliedstaat einzeln und nach jeweils nationalem Wahlrecht gewählt. Auch die Bemühungen um eine Vereinfachung des Gemeinschaftsrechts waren bisher nur bedingt erfolgreich.
Insgesamt war der Adonnino-Bericht damit ein früher Bestandteil der Wiederbelebungsphase des Integrationsprozesses, die Mitte der 1980er Jahre einsetzte und mit der Einheitlichen Europäischen Akte 1986 und dem Vertrag von Maastricht 1992 ihren Höhepunkt erfuhr. Sein eigentliches Ziel – eine bessere Identifizierung der europäischen Bürger mit dem Integrationsprozess – erreichte er jedoch nur teilweise. Zwar nahm der Austausch zwischen den Bürgern verschiedener EU-Mitgliedstaaten insbesondere durch Programme wie Erasmus stark zu, und auch die europaweite öffentliche Debatte über die Integration belebte sich ab Ende der 1980er Jahre. Dennoch zeigen die Eurobarometer-Umfragen der Europäischen Kommission, dass noch heute viele Bürger die EU-Institutionen als „bürgerferne“, bürokratische Institutionen erleben.